# Canotaj la Jocurile Olimpice de vară din 2020 - Dublu vâsle feminin
Proba feminină de dublu vâsle de la Jocurile Olimpice de vară din 2020 a avut loc în perioada 23-28 iulie 2021 pe Sea Forest Waterway.

## Program
Orele sunt ora Japoniei (UTC+9) 
| Data                    | Timp | Etapă        |
| ----------------------- | ---- | ------------ |
| Vineri, 23 iulie 2021   | 8:30 | Calificări   |
| Sâmbătă, 24 iulie 2021  | 8:30 | Recalificări |
| Luni, 26 iulie 2021     | 9:00 | Semifinale   |
| Miercuri, 28 iulie 2021 | 8:30 | Finalele A/B |

## Rezultate

### Calificări
Primele trei din fiecare cursă se vor califica în semifinale, iar celelalte vor concura în recalificări.

#### Calificări - cursa 1
| Loc | Culoar | Concurente                                 | Țară                       | Timp    | Note |
| --- | ------ | ------------------------------------------ | -------------------------- | ------- | ---- |
| 1   | 3      | Brooke Donoghue Hannah Osborne             | Noua Zeelandă              | 6:53,62 | C    |
| 2   | 1      | Kristina Wagner Genevra Stone              | Statele Unite ale Americii | 6:55,65 | C    |
| 3   | 4      | Helene Lefebvre Elodie Ravera-Scaramozzino | Franța                     | 6:57,83 | C    |
| 4   | 2      | Shuangmei Shen Xiaoxin Liu                 | China                      | 7:03,78 | R    |
| 5   | 5      | Kristyna Fleissnerova Lenka Antosova       | Cehia                      | 7:05,56 | R    |

#### Calificări - cursa 2
| Loc | Culoar | Concurente                                | Țară    | Timp    | Note |
| --- | ------ | ----------------------------------------- | ------- | ------- | ---- |
| 1   | 3      | Nicoleta-Ancuța Bodnar Simona Radiș       | România | 6:49,79 | C    |
| 2   | 4      | Gabrielle Smith Jessica Sevick            | Canada  | 6:57,69 | C    |
| 3   | 1      | Alessandra Patelli Chiara Ondoli          | Italia  | 6:59,58 | C    |
| 4   | 2      | Ekaterina Pitirimova Ekaterina Kurochkina | COR     | 7:03,96 | R    |

#### Calificări - cursa 3
| Loc | Culoar | Concurente                         | Țară      | Timp    | Note |
| --- | ------ | ---------------------------------- | --------- | ------- | ---- |
| 1   | 4      | Roos de Jong Lisa Scheenaard       | Olanda    | 6:49,90 | C    |
| 2   | 3      | Donata Karaliene Milda Valciukaite | Lituania  | 6:50,38 | C    |
| 3   | 1      | Amanda Bateman Tara Rigney         | Australia | 6:53,30 | C    |
| 4   | 2      | Annekatrin Thiele Leonie Menzel    | Germania  | 6:59,61 | R    |

### Recalificări
Primele trei echipaje se califică în semifinale, cea de a patra fiind eliminată.
| Loc | Culoar | Concurente                                | Țară     | Timp    | Note |
| --- | ------ | ----------------------------------------- | -------- | ------- | ---- |
| 1   | 4      | Ekaterina Pitirimova Ekaterina Kurochkina | COR      | 7:13,77 | C    |
| 2   | 2      | Annekatrin Thiele Leonie Menzel           | Germania | 7:14,92 | C    |
| 3   | 3      | Kristyna Fleissnerova Lenka Antosova      | Cehia    | 7:16,96 | C    |
| 4   | 1      | Shuangmei Shen Xiaoxin Liu                | China    | 7:21,93 |      |

### Semifinale

#### Semifinala 1
| Loc | Culoar | Concurente                                | Țară          | Timp    | Note |
| --- | ------ | ----------------------------------------- | ------------- | ------- | ---- |
| 1   | 3      | Nicoleta-Ancuța Bodnar Simona Radiș       | România       | 7:04,31 | CA   |
| 2   | 5      | Brooke Donoghue Hannah Osborne            | Noua Zeelandă | 7:09,05 | CA   |
| 3   | 2      | Donata Karaliene Milda Valciukaite        | Lituania      | 7:11,29 | CA   |
| 4   | 4      | Alessandra Patelli Chiara Ondoli          | Italia        | 7:19,25 | CB   |
| 5   | 6      | Kristyna Fleissnerova Lenka Antosova      | Cehia         | 7:24,22 | CB   |
| 6   | 1      | Ekaterina Pitirimova Ekaterina Kurochkina | COR           | 7:24,37 | CB   |

#### Semifinala 2
| Loc | Culoar | Concurente                                 | Țară                       | Timp    | Note |
| --- | ------ | ------------------------------------------ | -------------------------- | ------- | ---- |
| 1   | 3      | Roos de Jong Lisa Scheenaard               | Olanda                     | 7:08,09 | CA   |
| 2   | 2      | Gabrielle Smith Jessica Sevick             | Canada                     | 7:09,44 | CA   |
| 3   | 4      | Kristina Wagner Genevra Stone              | Statele Unite ale Americii | 7:11,14 | CA   |
| 4   | 1      | Helene Lefebvre Elodie Ravera-Scaramozzino | Franța                     | 7:12,68 | CB   |
| 5   | 5      | Amanda Bateman Tara Rigney                 | Australia                  | 7:15,25 | CB   |
| 6   | 6      | Annekatrin Thiele Leonie Menzel            | Germania                   | 7:20,44 | CB   |

### Finale

#### Finala B
| Loc | Culoar | Concurente                                 | Țară      | Timp    | Note |
| --- | ------ | ------------------------------------------ | --------- | ------- | ---- |
| 7   | 2      | Amanda Bateman Tara Rigney                 | Australia | 6:57,71 |      |
| 8   | 3      | Helene Lefebvre Elodie Ravera-Scaramozzino | Franța    | 6:58,52 |      |
| 9   | 4      | Alessandra Patelli Chiara Ondoli           | Italia    | 6:58,88 |      |
| 10  | 5      | Kristyna Fleissnerova Lenka Antosova       | Cehia     | 6:59,19 |      |
| 11  | 1      | Annekatrin Thiele Leonie Menzel            | Germania  | 7:01,21 |      |
| 12  | 6      | Ekaterina Pitirimova Ekaterina Kurochkina  | COR       | 7:01,83 |      |

#### Finala A
| Loc | Culoar | Concurente                          | Țară                       | Timp    | Note |
| --- | ------ | ----------------------------------- | -------------------------- | ------- | ---- |
| 1   | 4      | Nicoleta-Ancuța Bodnar Simona Radiș | România                    | 6:41,03 |      |
| 2   | 5      | Brooke Donoghue Hannah Osborne      | Noua Zeelandă              | 6:44,82 |      |
| 3   | 3      | Roos de Jong Lisa Scheenaard        | Olanda                     | 6:45,73 |      |
| 4   | 1      | Donata Karaliene Milda Valciukaite  | Lituania                   | 6:47,44 |      |
| 5   | 6      | Kristina Wagner Genevra Stone       | Statele Unite ale Americii | 6:52,98 |      |
| 6   | 2      | Gabrielle Smith Jessica Sevick      | Canada                     | 6:53,19 |      |